# Mafumeira
A mafumeira (Ceiba pentandra) é uma planta tropical da ordem Malvales e da família Malvaceae (antiga Bombacaceae), nativa do México, da América Central, das Caraíbas, do norte da América do Sul e (com a variedade C. pentandra var. guineensis) da África Ocidental. É a árvore oficial de Porto Rico.
Entre os nomes por que é conhecida em diversos países estão: árvore-da-lã, samaúma, sumaúma (em  tupi), paina-lisa, árvore-da-seda, kapok, pulin, malpanka, ora, bongo, kumaka e lupuna. Em São Tomé e Príncipe é conhecida por ocá e na Guiné-Bissau por poilão.

## Características

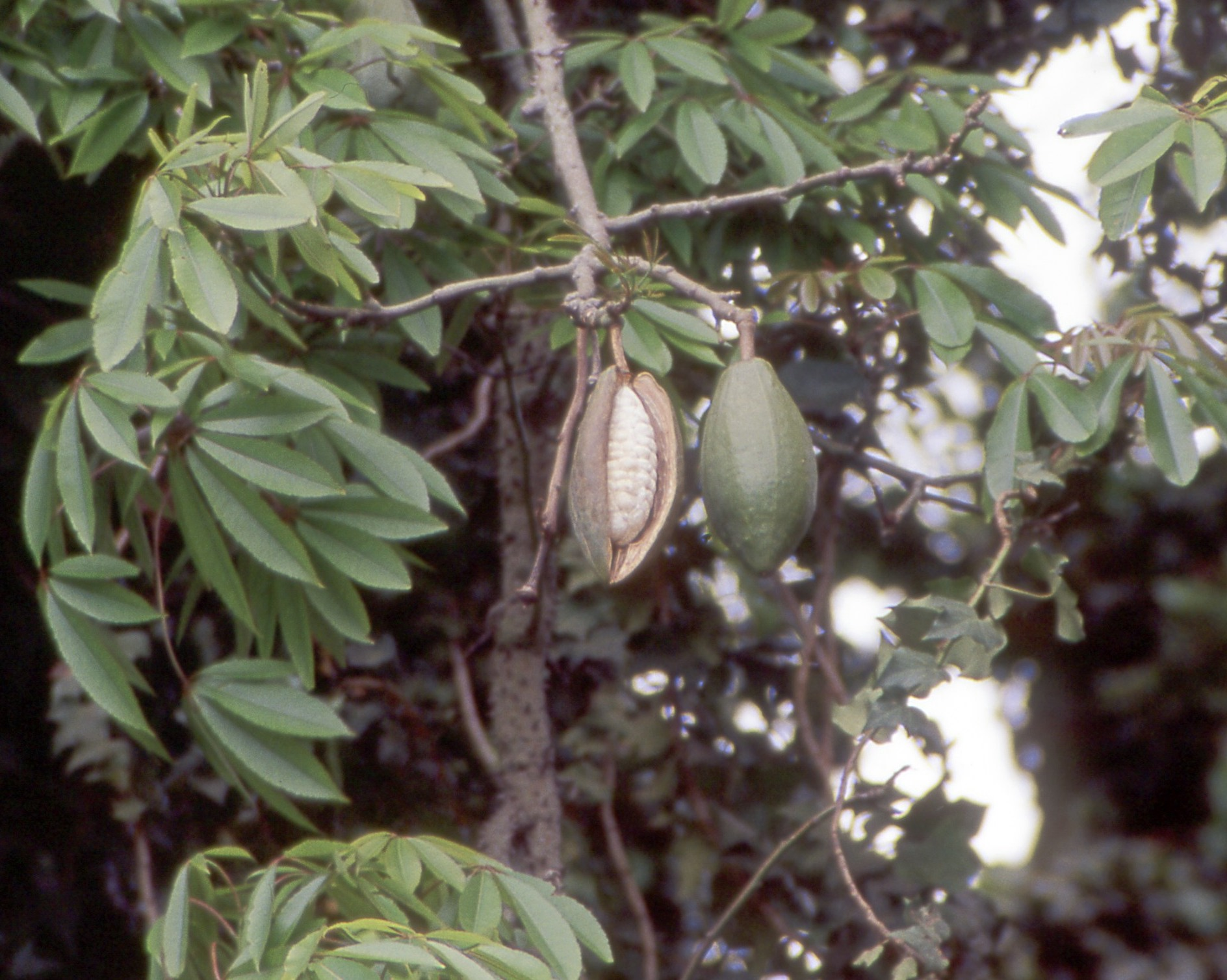
Fruto da sumaúma.

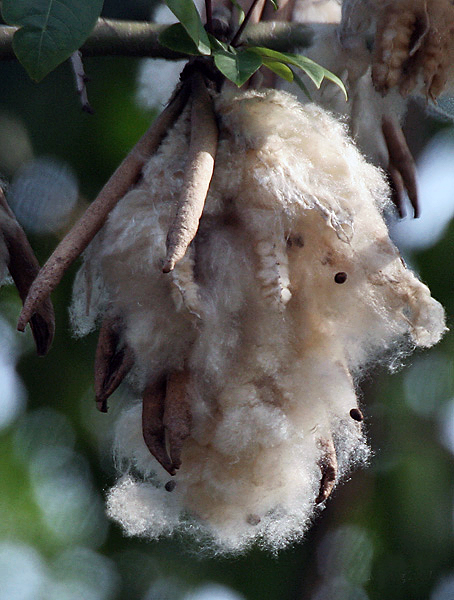
Sementes de mafumeira no meio da sumaúma.

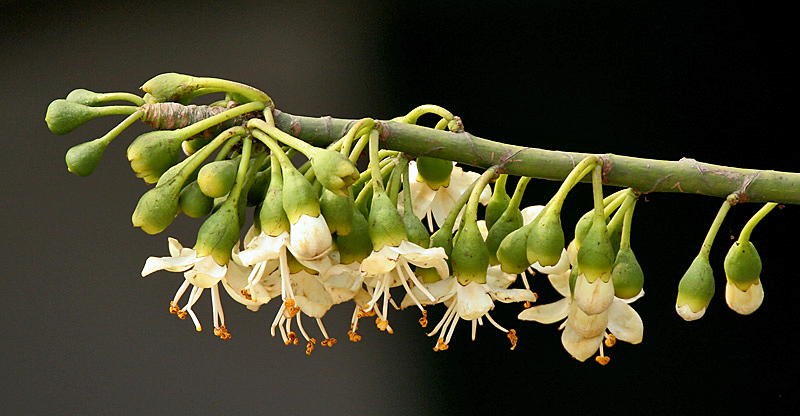
Flores de sumaúma.

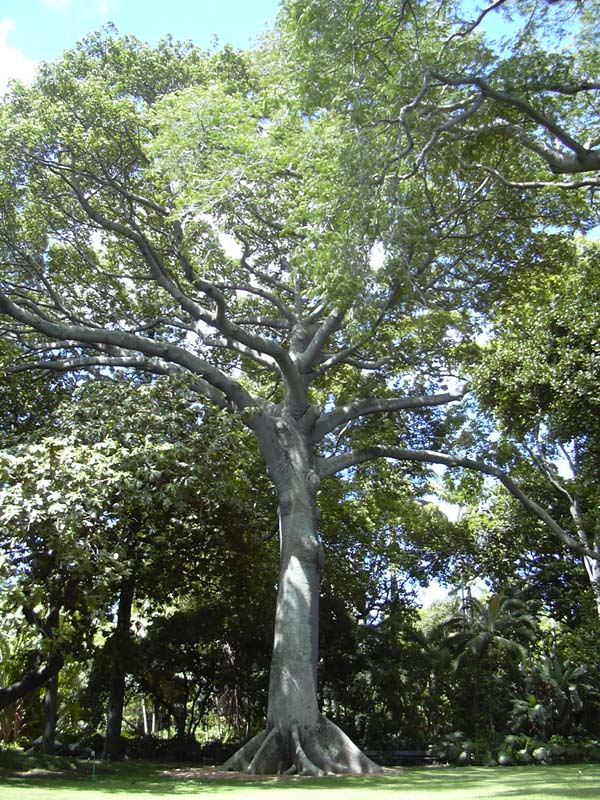
Ceiba pentandra

A mafumeira cresce entre 60–70 m de altura e o seu tronco é muito volumoso, até 3 m de diâmetro com contrafortes. O tronco e muitas das pernadas maiores estão rodeadas de enorme quantidade de espinhos simples, muito grandes e robustos. Alguns exemplares chegam a atingir os 90 m de altura, sendo, por isso, uma das maiores árvores da flora mundial.
As folhas são compostas por 5 a 9 lóbulos, cada um com cerca de 20 cm. As árvores adultas produzem frutos que contêm as sementes rodeadas por uma fibra macia, amarelada que é uma mistura de linho e celulose.

## Utilização
Esta planta é conhecida também por algodoeiro por causa das fibras de suas sementes, inclusive a palavra sumaúma ou samaúma é usada para descrever a fibra obtida dos seus frutos.[carece de fontes?]. Encontra-se uma fibra similar no Índico Bombax ceiba (também conhecida como Bombax malabaricum ou seda de algodão-árvore). É denominada sumaúma indiano e é de cor mais escura e menos versátil do que a variedade original.
A fibra é muito leve, altamente inflamável e resistente à água. O processo de separação da fibra é manual. É usada como uma alternativa ao algodão para encher almofadas, colchões (antigamente) e para isolamentos. Na actualidade, a sumaúma foi substituída por materiais sintéticos. As sementes produzem um óleo usado para fabricar sabão e também são usadas como o fertilizante.
Nos países do Sudeste Asiático, a mafumeira tem uma casca maior e as sementes, altamente inflamáveis, são usadas como combustível. Na Tailândia têm o nome de 'taban fai. O óleo das semente é também utilizado na indústria culinária e medicina.
A 'mafumeira é cultivada, para fins comerciais, em Angola, Ásia, nomeadamente em Java, Filipinas, Malásia, Indonésia e também na América do Sul.

### Uso medicinal
O chá de casca da Ceiba pentandra, é atóxica e utilizada para tratar as diabetes do tipo II. 
Em sistemas de medicina tradicional as diferentes partes (folhas, caules, raízes) desta planta é indicada ainda para o tratamento de uma série de doenças como: de bronquite, diarréia, disenteria, doenças de pele, inflamações e furúnculos (em emplastros), artrite, doenças oculares dolorosas (conjuntivites), dores de cabeça, febre crônica, picada de inseto e ainda como diurético e afrodisíaco. Todas as partes desta planta, isoladas ou combinadas, têm inúmeras atividades terapêuticas para o tratamento da referida variedade de doenças já descritas. 
A Yaaxche, seu nome em Maia, era considerada uma árvore sagrada naquela mitologia pré colombiana . A casca também é usada como aditivo para algumas versões da bebida enteógena Ayahuasca.

## A samaúma na Amazónia
Os indígenas da Amazónia consideram-na a "mãe-das-árvores", as suas raízes tubulares são também chamadas de sapopembas, que em determinadas épocas rebentam irrigando toda a área em torno dela e o reino vegetal que a circunda. É conhecida como "Árvore da Vida" ou a "escada do céu", o seu diâmetro de porte belo e majestoso unido às sapopembas (raízes), muitas vezes formam verdadeiros compartimentos, transformados em habitações pelos indígenas, caboclos e sertanejos. A sua altura, porte e beleza é o destaque na imensidão da flora amazónica.